# Anthaxia geiseltalensis
Anthaxia geiseltalensis es una especie de escarabajo del género Anthaxia, familia Buprestidae. Fue descrita científicamente por Weidlich en 1987.